# Ruby Winters
Ruby Winters (Louisville (Kentucky), 18 de janeiro de 1942 – 7 de agosto de 2016) foi uma cantora soul estadunidense, cujos registros fez as paradas musicais em ambos os EUA e Reino Unido nos anos 1960 e 1970.[carece de fontes?]